# Hermann Baden
Hermann Baden (* 18. Juli 1883 in Danzig; † 30. Mai 1962 in Halle (Saale)) war Präsident des Verbandes der Jüdischen Gemeinden in der DDR.

## Leben
Baden absolvierte nach dem Besuch der Volksschule eine kaufmännische Ausbildung in Halle (Saale). In der Zeit des Nationalsozialismus war er Zwangsarbeiter und 1944/1945 Häftling im KZ Theresienstadt.
Nach dem Krieg kehrte er nach Halle (Saale) zurück und wurde im Juni 1946 Vorsitzender der Jüdischen Gemeinschaft innerhalb des Hilfswerks der Provinz Sachsen. Von 1946 bis 1962 war Baden Vorsitzender der Jüdischen Gemeinde in Halle (Saale) und von 1953 bis 1961 als Nachfolger des geflüchteten Julius Meyer Vorsitzender bzw. Präsident des Verbandes der Jüdischen Gemeinden in der DDR.